# تفنگ کلاشینکف
تفنگ کلاشنیکف ( Калашников ) هر یک از سری تفنگ های خودکار بر اساس طرح اصلی میخائیل کالاشنیکف  است. آنها به طور رسمی در روسی به عنوان "Avtomát Kaláshnikova" (آفتامات کالاشنیکف)شناخته می شوند ( روسی: Автома́т Кала́шникова «تفنگ خودکار کالاشنیکف» )، اما به طور گسترده با نام های کالاشنیکف ، AK یا در زبان  روسی،  شناخته می شوند. آنها در اصل در اتحاد جماهیر شوروی تولید می شدند، عمدتاً توسط شرکت کالاشنیکف  ، سابقاً ایژماش، اما این تفنگ ها و انواع آنها اکنون در بسیاری از کشورهای دیگر تولید می شوند. کالاشنیکف  یکی از پرکاربردترین تفنگ های جهان است که حدود 72 میلیون تفنگ در تیراژ جهانی تخمین زده می شود.   

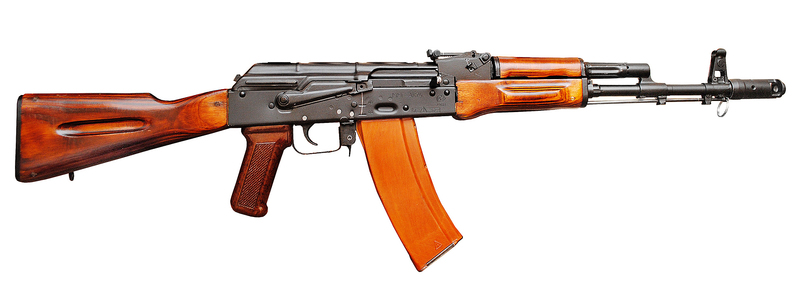
تفنگ تهاجمی کالاشنیکف مدل 1974 ساخت ایزماش روسیه (AK-74)

## انواع
اسلحه های کالاشنیکف اصلی و مشتقات آنها که در اتحاد جماهیر شوروی و بعداً فدراسیون روسیه تولید می شود.  

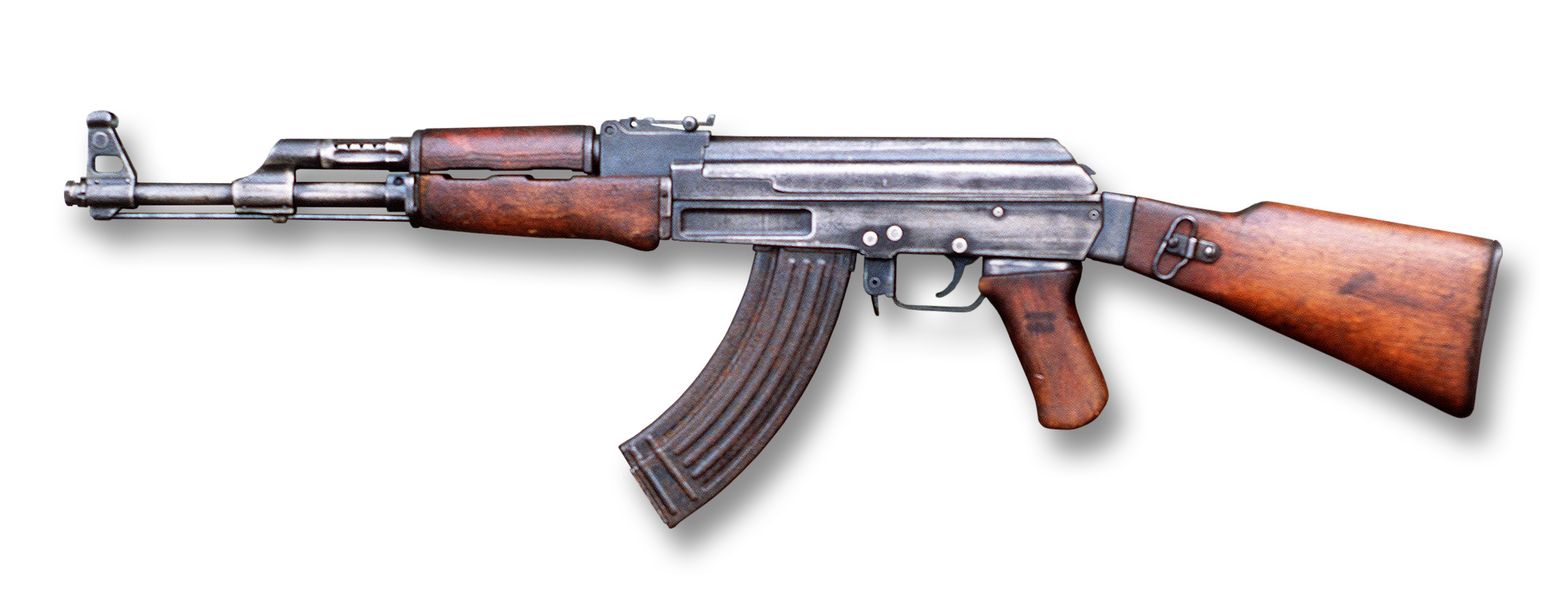
تفنگ تهاجمی 7.62×39 میلی‌متری AK Type 2 شوروی (نسخه 1951)، اولین مدلی که دارای قابآسیابی است.

| مدل             | کارتریج               | سال  | سازنده                               |
| --------------- | --------------------- | ---- | ------------------------------------ |
| AK-47           | 7.62×39 میلی متر M43  | 1949 | ایژماش و دیگران                      |
| AKM             | 7.62×39 میلی متر M43  | 1959 | ایژماش ، کارخانه اسلحه تولا و دیگران |
| AK-74           | 5.45×39 میلی متر M74  | 1974 | ایزماش                               |
| AK-74M          | 5.45×39 میلی متر M74  | 1991 | ایزماش                               |
| AK-101 ، AK-102 | 5.56×45 میلی متر ناتو | 1995 | ایزماش                               |
| AK-103 ، AK-104 | 7.62×39 میلی متر M43  | 2001 | ایزماش                               |
| AK-105          | 5.45×39 میلی متر M74  | 2001 | ایزماش                               |
| AK-12           | 5.45×39 میلی متر M74  | 2011 | کنسرن کالاشنیکف ، سابقاً ایژماش       |
| AK-12K          | 5.45×39 میلی متر M74  | 2017 | کنسرن کالاشنیکف                      |
| AK-15 ، AK-15K  | 7.62×39 میلی متر M43  | 2017 | کنسرن کالاشنیکف                      |
| AK-200 ، AK-205 | 5.45×39 میلی متر M74  | 2018 | کنسرن کالاشنیکف                      |
| AK-201 ، AK-202 | 5.56×45 میلی متر ناتو | 2018 | کنسرن کالاشنیکف                      |
| AK-203 ، AK-204 | 7.62×39 میلی متر M43  | 2018 | کنسرن کالاشنیکف                      |
| AK-19           | 5.56×45 میلی متر ناتو | 2020 | کنسرن کالاشنیکف                      |

انواع اصلی AK ( 7.62×39mm )
- شماره 1948/49 - قدیمی ترین مدل ها، با گیرنده ورق فلزی مهر شده نوع 1، اکنون بسیار نادر هستند.
- شماره 1951 – نوع 2: دارای گیرنده آسیاب. لوله و محفظه برای مقاومت در برابر خوردگی، روکش کروم دارند.
- شماره 1954/55 - نوع 3: نوع گیرنده آسیاب سبک. وزن تفنگ ۳٫۴۷ کیلوگرم (۷٫۷ پوند) است . [۶]
- AKS - دارای یک استوک فلزی تاشو رو به پایین شبیه به MP40 آلمانی، برای استفاده در فضای محدود در خودروی رزمی پیاده نظام BMP و همچنین توسط چتربازان.
- AKN (AKSN) - ریل محدوده شب. [۷]

مدرن (7.62×39 میلی متر)
- AKM - یک نسخه ساده و سبک تر از AK-47. گیرنده نوع 4 از ورق فلزی مهر شده و پرچ شده ساخته شده است. یک دستگاه پوزه مایل برای مقابله با خطا در آتش خودکار اضافه شد. وزن تفنگ ۲٫۹۳ کیلوگرم (۶٫۵ پوند) است [۸] [۹] [N ۱] به دلیل گیرنده سبکتر. این رایج ترین نوع AK-47 است.
  - AKMS - نسخه زیر تاشو AKM که برای نیروهای هوابرد در نظر گرفته شده است.
  - AKMN (AKMSN) - ریل دامنه شب (Ril Scope و قنداق تاشو)
  - AKML (AKMSL) - شعله پوش شکافدار (شعله پوش و قنداق تاشو) [۱۰]
- RPK – نسخه مسلسل دستی با لوله و دوپایه بلندتر. انواع - RPKS، RPKN (RPKSN)، RPKL (RPKSL) -  انواع "S" دارای قنداق چوبی تاشو به کنار .

انواع کم ضربه ( 5.45×39 میلی متر )
- AK-74 - تفنگ تهاجمی.
  - AKS-74 - قنداق تاشو جانبی.

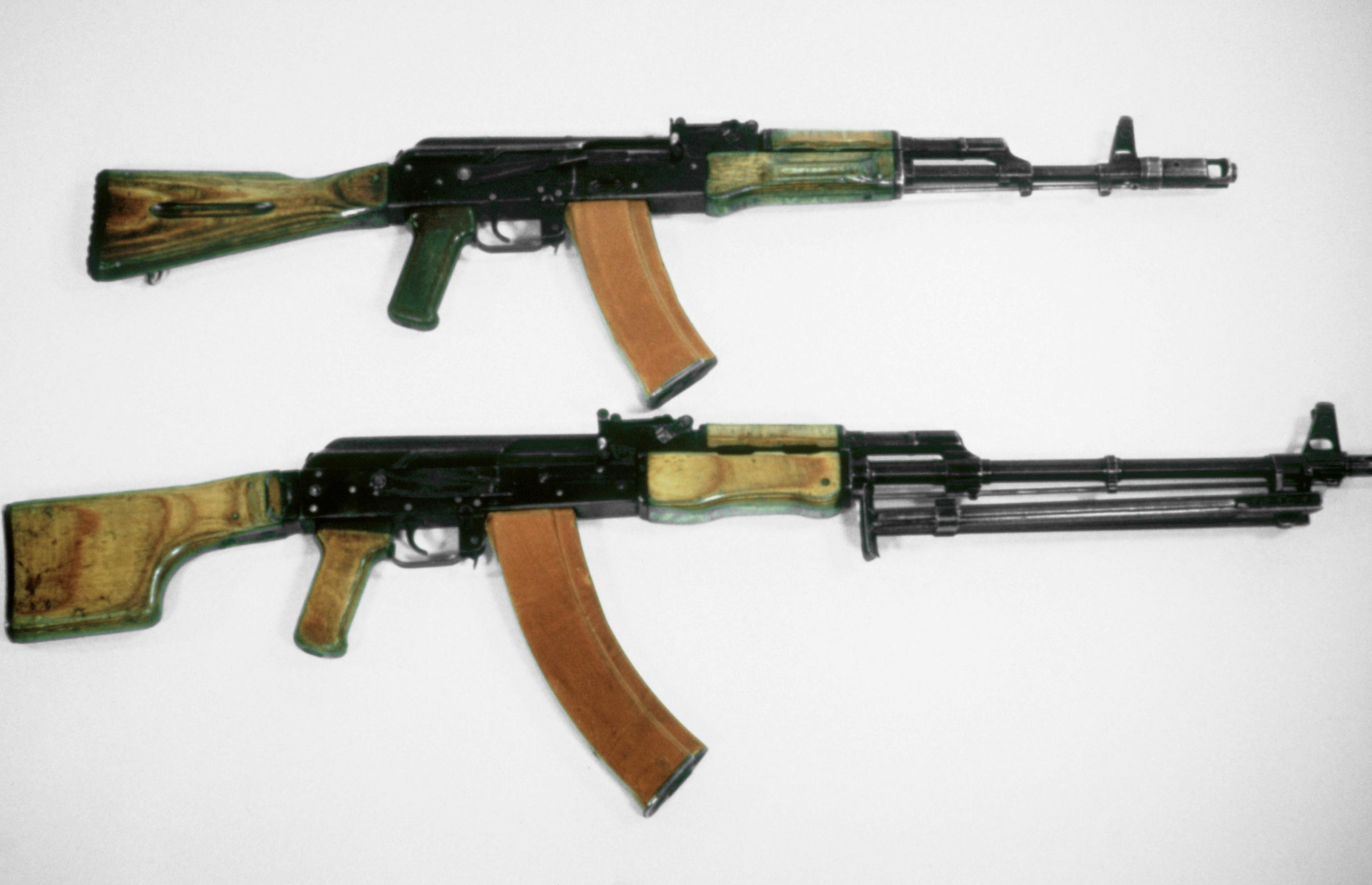
AK-74 و RPK-74

  - AK-74N (AKS-74N) - ریل محدوده شب.
- AKS-74U 'Krinkov' - کارابین فشرده.
  - AKS-74UN - ریل محدوده شب.
- RPK-74 - مسلسل سبک.
  - RPKS-74 - تاشو کناری.
  - RPK-74N (RPKS-74N) - ریل محدوده شب.

سری AK-100

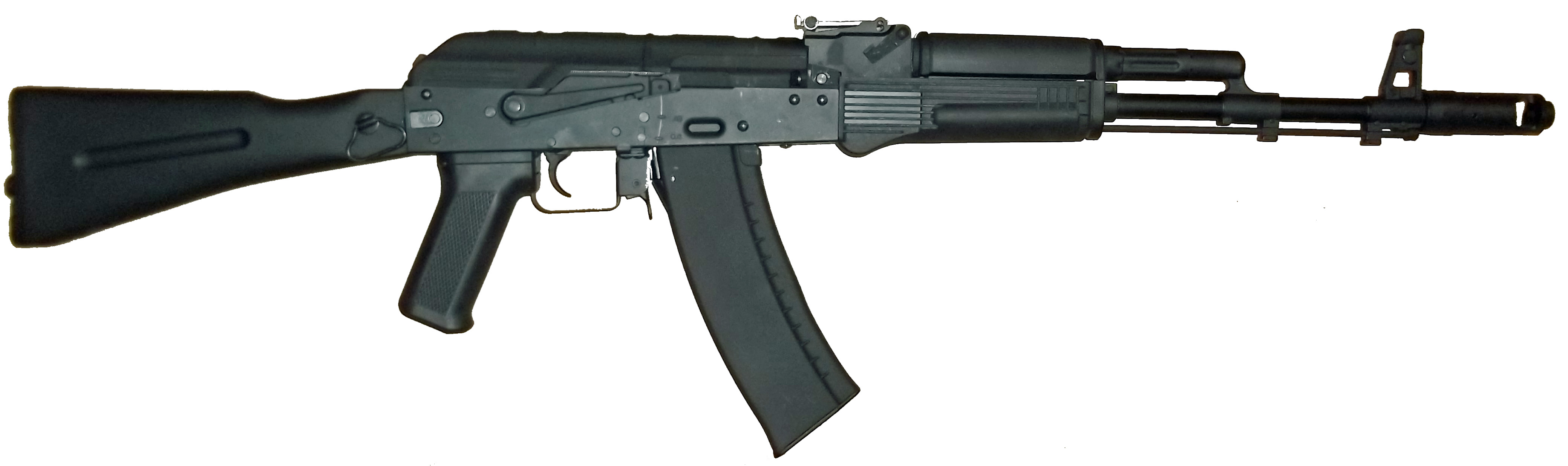
AK-74M

5.45 × 39 میلی متر / 5.56 × 45 میلی متر / 7.62 × 39 میلی متر
- AK-74M / AK-101 / AK-103 – AK-74 مدرن شده. ریل اسکوپ و قنداق تاشو جانبی.
- AK-105 / AK-102 / AK-104 - کاربین.
- AK-107 / AK-108 / AK-109 - مدل‌های لگد متعادل.
- RPK-74M / RPK-201 / RPKM (AKA RPK-203) - مسلسل سبک.
- AK-9 – تفنگ تهاجمی فشرده 9×39 میلی‌متری ، معمولاً مجهز به سرکوبگر.

سری AK-12

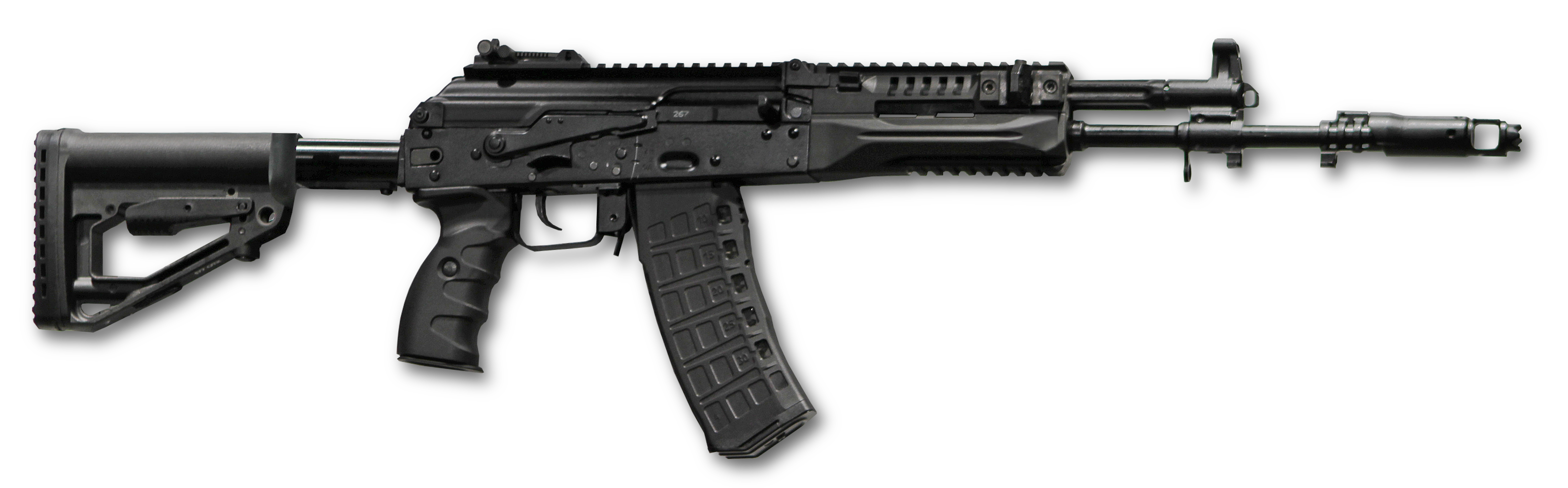
AK-12

5.45 × 39 میلی متر / 7.62 × 39 میلی متر / 5.56 × 45 میلی متر
- AK-12 / AK-15 / AK-19 - یک مشتق جدید خانواده AK بر اساس نمونه اولیه AK-400. در ژانویه 2018 به عنوان تفنگ سرویس اصلی پذیرفته شد.
- AK-12K / AK-15K - کاربین.
- RPK-16 - اسلحه خودکار جوخه، بر اساس AK-12.

دیگر سلاح‌ها
- PK(M) – مسلسل همه منظوره 7.62×54mmR .
- PKP Pecheneg - مسلسل
- سایگا-12 - تفنگ ساچمه ای 12 گیج . ساخته شده بر روی گیرنده AK.
  - Saiga-12S - قبضه تپانچه و تاشو کناری.
    - Saiga-12K - لوله کوتاهتر.

  - تفنگ ساچمه ای KSK – تفنگ ساچمه ای رزمی 12 گیج (بر اساس سایگا-12).
  - سایگا-20 (S/K) - گیج 20.
  - Saiga-410 (S/K) – 0.410 کالیبر تفنگ.
- تفنگ نیمه اتوماتیک سایگا
- Vepr-12 Molot – تفنگ ساچمه ای رزمی گیج 12. بر روی گیرنده RPK ساخته شده است.
- بیزون - مسلسل با خشاب مارپیچ . 60 درصد جزئیات را از AKS-74U الهام گرفته است. 9×18mm PM, 9×19mm Luger, 0.380 ACP ; 7.62×25mm TT (خشاب جعبه ای).
- Vityaz-SN - مسلسل. پارابلوم 9×19 میلی متر .
- Sagia-9 یک تفنگ لوله کوتاه سبک نیمه اتوماتیک غیرنظامی با محفظه 9×19 میلی متری Parabellum است و بر اساس PP-19 تولید شده توسط کلاشنیکف ساخته شده است.
- OTs-14 Groza – تفنگ تهاجمی بولپاپ . 9×39 میلی‌متر ، 7.62×39 میلی‌متر .
- Galil ACE - تفنگ تهاجمی چند منظوره، بر اساس Galil ، که خود بر اساس RK 62 فنلاندی ساخته شده بود.

## تفنگ های مشابه
تفنگ های زیر یا بر اساس طرح کالاشنیکف ساخته شده اند یا طراحی متفاوتی دارند اما ظاهراً شبیه به هم هستند:
- FARA 83 (آرژانتین)
- BD-08 (بنگلادش)
- AR-M1 (بلغارستان)
- نوع 56 (چین)
- Vz. 58 (چکسلواکی)
- RK 62 (همچنین به نام Valmet M76 ، Rk 62 76 یا M62/76)، Valmet M78 (مسلسل سبک)، RK 95 TP (فنلاند)
- AK-63 ، AMD-65 (مجارستان)
- تفنگ INSAS (هند)
- IMI Galil ، IWI ACE (اسرائیل)
- برناردلی VB-STD/ VB-SR (ایتالیا)
- FB Beryl ، FB Tantal (لهستان)
- تپانچه Mitralieră مدل 1963/1965 (رومانی)
- Zastava M70 (صربستان، یوگسلاوی)
- Zastava M21 (صربستان)
- Vektor R4 ، Truvelo Raptor (آفریقای جنوبی)
- MPi-KM (آلمان شرقی)
- MPi-KMS-72 (آلمان شرقی)

## همچنین ببینید
- صدا خفه کن PBS-1

## یادداشت
طراحی سلاح کالاشنیکف به طور فزاینده ای در صنعت اسلحه گرم آمریکا محبوبیت پیدا کرده است. مسابقات تیراندازی رقابتی خاصی وجود دارد که نیاز به استفاده از انواع سلاح‌های آن مانند مسابقه اکتبر قرمز در خارج از سنت جورج، یوتا دارد.  این مسابقه ای است که برای استفاده از سلاح های سبک طراحی شده است،

### استناد
1. ↑  Blair, David (2015-07-02). "AK-47 Kalashnikov: The firearm which has killed more people than any other". Daily Telegraph. ISSN 0307-1235. Archived from the original on 2022-01-12. Retrieved 2019-09-26.
2. ↑  Franko, Blake (2017-05-08). "The Gun That Is in Almost 100 Countries: Why the AK-47 Dominates". The National Interest. Retrieved 2019-09-26.
3. ↑  McCarthy, Niall. "The Cost Of An AK-47 On The Black Market Around The World [Infographic]". Forbes. Retrieved 2019-09-26.
4. ↑  "Концерн Калашников -- Официальный сайт". kalashnikov.com.
5. ↑  "200 series Kalashnikov assault rifle: AK-200, AK-201, AK-202, AK-203, AK-204, AK-205 (Russia)". modernfirearms.net. 7 June 2018.
6. ↑  НСД. 7,62-мм автомат АК 1967.
7. ↑  Monetchikov 2005.
8. ↑  НСД. 7,62-мм автомат АКМ (АКМС) 1983.
9. ↑  "AK 47 fix stock Russian AKM, deactivated assault rifle". Archived from the original on 2014-07-14. Retrieved 2018-08-30.
10. ↑  "AKML (AKMSL)". AK-INFO.RU. Retrieved 8 Feb 2013.
11. ↑  Red Oktober
12. ↑  David Reeder (6 October 2018), Breach Bang Clear, https://www.breachbangclear.com/red-oktober-rifle-dynamics-ak-shooting-competition/

## لینک های خارجی
- پرونده‌های رسانه‌ای مربوط به AK family در ویکی‌انبار

1. ↑  AKMS is ~۲۰۰ گرم (۰٫۴۴ پوند) heavier than the AKM rifle.